# 216
216是於215和217的一個自然數。

## 數學性質
- 合數，正因數有1、2、3、4、6、8、9、12、18、24、27、36、54、72、108和216。
質因數分解為{\displaystyle 2^{3}\times 3^{3}}。
- 第50個過剩數，真因數和為384，盈度為168。前一個為210、下一個為220。
  - 第51個半完全數，和為本身的其中一組因數為1、 2、 3、 4、 8、 9、 12、 18、 24、 27、 36、 72。前一個為210、下一個為220。
- 第6個立方數，為6的立方。前一個為125、下一個為343。
- 第65個十进制的哈沙德數。前一個為210、下一個為220。
- 十进制的奢侈數。
- 第13個不可及數。前一個為210、下一個為238。
- 第六個立方數
- {\displaystyle 3^{3}+4^{3}+5^{3}=6^{3}=216}
- 216是唯一一個不是三角形數的數字，無法表示一個三角形數跟一個質數的和。

## 屬於
- 整數
- 正數
- 偶數
- 合成數
- 自然數